# Pinan
Pinan (em japonês:  平安, transl. ピンアン) é uma série de katas praticados no caratê presentes em vários estilos da arte. Sua origem está na ilha de de Oquinaua e sua autoria é apontada em Anko Itosu, quem os compilou de katas mais antigos, como Kushanku e Gojushiho em formas adequadas para o ensino inicial da arte marcial.
Quando Gichin Funakoshi passou a difundir o caratê pelo Japão inteiro, ele mudou o nome dos katas para Heian, que pode ser traduzido como "mente tranquila", e reorganizou a ordem dos mesmos, invertendo o primeiro e o segundo da sequência tradicional.

## História
Reza uma das histórias sobre a origem do kata Pinan que Anko Itosu aprendeu um kata de um homem de origem chinesa que vivia em Oquinaua. Aquele kata era chamado de Chiang Nan, o que na língua nativa da ilha foi aproximado foneticamante e até ser pronunciado Channan. A forma original do kata Channan está perdida. Como o mestre considerava a forma muito extensa, dividiu e moldou os cinco novos, porque julgou ser mais fácil de aprender, e o fito era ensinar habilidades motoras específicas e uma sensação de movimento corporal específica de formação para jovens estudantes que tentam aprender o caratê.
Apesar do romantismo lendário, aponta-se uma incongruência sobre a historicidade da versão: num relato duma reunião de mestre Itosu com um aluno seu e com os alunos mais jovens sobre como executar um kata que acabara de criar para o seu dojô. O aluno entonces comentou que nunca o tinha visto e perguntou o que era chamado. Meste Itosu respondeu que o nominava de Channan, mas que ele não estava feliz com o mesmo, posto ser muito extenso e ter pontos fracos. Desta feita, alguns especulam que Itosu pegou aquela forma original e a dividiu, criando os outros cinco katas.
Parece ser mais provável que Anko Itosu tenha criado um kata usando as técnicas mais vetustas de Kushanku, Jion e talvez Bassai dai, com o escopo de fazer uma ligação entre as técnicas mais básicas e mais avançadas, uma forma de introdução à arte marcial, na qual seriam usados movimentos que seriam familiares ao neófito quando começasse a treinar. Após a conclusão, contudo, ele mudou de ideia sobre ter um kata extenso e o subdividiu em cinco. Um dos fatores que indicam tal acontecimento é que existem ainda hoje os kihons katas, os quais são usados pelos professores como forma de apresentar os alunos a técnicas mais avançadas do caratê.
De qualquer forma, a despeito de criação dos exercícios ser de modo claro atribuída ao mestre Itosu, um detalhe aponta para uma origam ainda mais prisca, haja vista que os mesmos kanji são pronunciados «Píng'ān» quando lidos em chinês.
A série teria sido organizada por seu criador segundo um critério de ordem crescente de complexidade de cada exercício. Sucedeu, contudo, que no início do século XX o mestre Funakoshi, dizendo que as técnicas do segundo kata seriam técnicas mais básicas, modificou a ordem original e cambiou os primeiro e segundo kata e, bem assim, também formalizou a reorganização com seu renomeio, isto é, o que era o kata pinan nidan seria chamado de heian shodan e o pinan shodan, heian nidan. Contudo, as escolas mais tradicionalistas mantiveram a nomenclatura. Esse mesmo câmbio na ordem e nomenclatura foi adoptado por outras escolas de caratê, como Hayashi-ha e Gosoku-ryu.

### Pinan dai
Pinan dai (平安大) seria a forma que aglutina tudos os kata da série, cuja prática paracer ser feita nalgumas escolas, é uma amálgama de todos os cinco. A ordem na qual a sequência executadas é alterada para uma formação simples e básica para misturar naturalmente os katas, sem quebra. Importante notar que este kata, posto que tenha origem oquinauense, engloba os elementos básicos do Budismo para harmonizar os elementos terra, água, fogo, ar e éter, como delineados no período Heian japonês.

### Genealogia
Shuri-te
Shorin-ryu
Shotokan
Shito-ryu
Wado-ryu
Matsubayashi-ryu
Matsumura Seito
Kobayashi-ryu
Shobayashi-ryu
Seidokan
Kyokushin
Kenyu-ryu

## Características
Todos os katas iniciam com um movimento de defesa para a esquerda, o que denota sua principal característica, que é a não-agressão: o caratê, como arte marcial, deve ser uma arte de defesa, de mãos limpas, de quem sempre superpõe a paz a outros aspectos.

### Pinan shodan
Pinan shodan (平安初段) começa com uma defesa feita com ambos os braços (ryowan uke) para o lado sinistro.
A despeito de  alguns estilos terem invertido sua posição com o kata pinan nidan, a ordem original mostra-se mais adequada, pois as técnicas são de mais fácil aprendizado prático, podendo ser logo ensinadas a um neófito, eis que da série é o que apresenta mais técnicas com as mãos abertas.

### Pinan nidan
Pinan nidan (平安二段)) é aparentemente o mais simples de toda a série, pois as técnicas, num primeiro momento, apenas as mais simples. No estilo Shotokan  é chamado de heian shodan, nome também usado na linhagem Hayashi-ha, do estilo Shito-ryu. No estilo Kyokushin, é chamado de pinan sono ichi.
Nas escolas que seguem variações mais achegadas à original, como é o caso dos estlios Shito-ryu, Shorin-ryu e Wado-ryu, por exemplo, o kata inicia com um movimento de tetsui uchi, pero no Shotokan, com uma gedan barai.
Embora a simplicidade apriorística esconda, numa análise mais profunda, a aplicação em situações reais (bunkai) vai demonstrar haver fortes exigências de movimentos de quadril (koshi no kaiten) e a presença de técnicas de projeção, imobilização e contra um opoente armado com uma espada.

### Pinan sandan
Pinan sandan (平安三段) ensina técnicas basicamente contra socos e agarramentos. Começa com uma defesa do tronco e passa para a combinação de ataque e defesa, isto é, combina logo no segundo kyodo gedan barai e soto uke

### Pinan yondan
Pinan yondan (平安四段) é dos kata pinan que mais guarda intimidade com o kata Kushanku, pelo que parece mesmo atestar sua relação como este último sendo a forma inspiradora. A característica marcante é a execução de uma joelhada (hiza geri).

### Pinan godan
Pinan godan (平安五段) é o mais complexo das cinco formas. No estilo Shotokan ainda possui a particularidade de introduzir a técnica de salto.